# David Marrero
David Marrero Santana (ur. 8 kwietnia 1980 w Las Palmas) – hiszpański tenisista, reprezentant kraju w Pucharze Davisa.

## Kariera tenisowa
W grze pojedynczej wygrał w przeciągu całej kariery 7 turniejów rangi ITF Futures (w tym 6 na nawierzchni ziemnej, a 1 na twardej). W kwietniu 2009 roku odniósł swoje pierwsze zwycięstwo w turnieju rangi ATP Challenger Tour, w Monzy. Najwyżej sklasyfikowany w rankingu singlistów był na początku lutego 2010 roku na 143. miejscu.
W grze podwójnej Marrero zwyciężał 14–krotnie w zawodach ATP World Tour. Najcenniejszy triumf odniósł w listopadzie 2013 roku w zawodach ATP World Tour Finals w Londynie, gdzie stanowił parę z Fernando Verdasco. Ponadto Hiszpan także 16 razy był uczestnikiem finałów rozgrywek ATP World Tour.
W 2014 zadebiutował w reprezentacji Hiszpanii w Pucharze Davisa.
Najwyższą pozycję w zestawieniu deblistów Marrero osiągnął w listopadzie 2013 roku – nr 5.

### Finały w turniejach ATP World Tour
| Legenda                                      |
| -------------------------------------------- |
| Wielki Szlem                                 |
| Igrzyska olimpijskie                         |
| Tennis Masters Cup / ATP Finals              |
| ATP Masters Series / ATP Tour Masters 1000   |
| ATP International Series Gold / ATP Tour 500 |
| ATP International Series / ATP Tour 250      |

#### Gra podwójna (14–16)
| Końcowy wynik | Nr  | Data                 | Turniej        | Nawierzchnia  | Partner             | Przeciwnicy                                 | Wynik finału         |
| ------------- | --- | -------------------- | -------------- | ------------- | ------------------- | ------------------------------------------- | -------------------- |
| Zwycięzca     | 1.  | 9 maja 2010          | Estoril        | Ceglana       | Marc López          | Pablo Cuevas Marcel Granollers              | 6:7(1), 6:4, 10–4    |
| Zwycięzca     | 2.  | 25 lipca 2010        | Hamburg        | Ceglana       | Marc López          | Jérémy Chardy Paul-Henri Mathieu            | 6:3, 2:6, 10–8       |
| Finalista     | 1.  | 1 maja 2011          | Estoril        | Ceglana       | Marc López          | Eric Butorac Jean-Julien Rojer              | 3:6, 4:6             |
| Finalista     | 2.  | 21 maja 2011         | Nicea          | Ceglana       | Santiago González   | Eric Butorac Jean-Julien Rojer              | 3:6, 4:6             |
| Finalista     | 3.  | 25 września 2011     | Bukareszt      | Ceglana       | Julian Knowle       | Daniele Bracciali Potito Starace            | 6:3, 4:6, 8–10       |
| Finalista     | 4.  | 23 października 2011 | Moskwa         | Twarda (hala) | Carlos Berlocq      | František Čermák Filip Polášek              | 3:6, 1:6             |
| Zwycięzca     | 3.  | 26 lutego 2012       | Buenos Aires   | Ceglana       | Fernando Verdasco   | Michal Mertiňák André Sá                    | 6:4, 6:4             |
| Zwycięzca     | 4.  | 4 marca 2012         | Acapulco       | Ceglana       | Fernando Verdasco   | Marcel Granollers Marc López                | 6:3, 6:4             |
| Finalista     | 5.  | 6 maja 2012          | Estoril        | Ceglana       | Julian Knowle       | Aisam-ul-Haq Qureshi Jean-Julien Rojer      | 5:7, 5:7             |
| Zwycięzca     | 5.  | 14 lipca 2012        | Umag           | Ceglana       | Fernando Verdasco   | Marcel Granollers Marc López                | 6:3, 7:6(4)          |
| Zwycięzca     | 6.  | 22 lipca 2012        | Hamburg        | Ceglana       | Fernando Verdasco   | Rogério Dutra Silva Daniel Muñoz de la Nava | 6:4, 6:3             |
| Finalista     | 6.  | 27 października 2012 | Walencja       | Twarda (hala) | Fernando Verdasco   | Alexander Peya Bruno Soares                 | 3:6, 2:6             |
| Zwycięzca     | 7.  | 2 marca 2013         | Acapulco       | Ceglana       | Łukasz Kubot        | Simone Bolelli Fabio Fognini                | 7:5, 6:2             |
| Zwycięzca     | 8.  | 28 lipca 2013        | Umag           | Ceglana       | Martin Kližan       | Nicholas Monroe Simon Stadler               | 6:1, 5:7, 10–7       |
| Zwycięzca     | 9.  | 22 września 2013     | Petersburg     | Twarda (hala) | Fernando Verdasco   | Dominic Inglot Denis Istomin                | 7:6(6), 6:3          |
| Finalista     | 7.  | 13 października 2013 | Szanghaj       | Twarda        | Fernando Verdasco   | Ivan Dodig Marcelo Melo                     | 6:7(2), 7:6(6), 2–10 |
| Zwycięzca     | 10. | 11 listopada 2013    | Londyn         | Twarda (hala) | Fernando Verdasco   | Bob Bryan Mike Bryan                        | 7:5, 6:7(3), 10–7    |
| Finalista     | 8.  | 23 lutego 2014       | Rio de Janeiro | Ceglana       | Marcelo Melo        | Juan Sebastián Cabal Robert Farah           | 4:6, 2:6             |
| Finalista     | 9.  | 12 kwietnia 2014     | Houston        | Ceglana       | Fernando Verdasco   | Bob Bryan Mike Bryan                        | 6:4, 4:6, 9–11       |
| Finalista     | 10. | 4 maja 2014          | Oeiras         | Ceglana       | Pablo Cuevas        | Santiago González Scott Lipsky              | 3:6, 6:3, 8–10       |
| Finalista     | 11. | 3 maja 2015          | Estoril        | Twarda        | Marc López          | Treat Huey Scott Lipsky                     | 1:6, 4:6             |
| Zwycięzca     | 11. | 17 maja 2015         | Rzym           | Ceglana       | Pablo Cuevas        | Marcel Granollers Marc López                | 6:4, 7:5             |
| Finalista     | 12. | 27 czerwca 2015      | Nottingham     | Trawiasta     | Pablo Cuevas        | Chris Guccione André Sá                     | 2:6, 5:7             |
| Finalista     | 13. | 21 lutego 2016       | Rio de Janeiro | Ceglana       | Pablo Carreño-Busta | Juan Sebastián Cabal Robert Farah           | 6:7(5), 1:6          |
| Finalista     | 14. | 27 lutego 2016       | São Paulo      | Ceglana       | Pablo Carreño-Busta | Julio Peralta Horacio Zeballos              | 6:4, 1:6, 5–10       |
| Zwycięzca     | 12. | 17 lipca 2016        | Båstad         | Ceglana       | Marcel Granollers   | Marcus Daniell Marcelo Demoliner            | 6:2, 6:3             |
| Zwycięzca     | 13. | 24 lipca 2016        | Umag           | Ceglana       | Martin Kližan       | Nikola Mektić Antonio Šančić                | 6:4, 6:2             |
| Finalista     | 15. | 19 lutego 2017       | Buenos Aires   | Ceglana       | Santiago González   | Juan Sebastián Cabal Robert Farah           | 1:6, 4:6             |
| Finalista     | 16. | 7 maja 2017          | Estoril        | Ceglana       | Tommy Robredo       | Ryan Harrison Michael Venus                 | 5:7, 2:6             |
| Zwycięzca     | 14. | 25 lutego 2018       | Rio de Janeiro | Ceglana       | Fernando Verdasco   | Nikola Mektić Alexander Peya                | 5:7, 7:5, 10–8       |